# Rocío Mesa
Rocío Mesa (Las Gabias, 1983) es una productora, directora y guionista de cine independiente española.  

## Trayectoria
Nacida en la provincia de Granada, estudió en la Facultad de Comunicación de la Universidad de Sevilla. Becada por la Junta de Andalucía se fue a  Estados Unidos en 2010, donde hizo un máster en dirección de documentales en la New York Film Academy. Afincada en Los Ángeles, trabajó en tareas de montaje, fue productora y guionista de cine tanto en Estados Unidos como en España.   
Fundó la productora My Deer Films con la que produjo las películas Next (2015),  Un viento roza tu puerta (2021),  y Los espantos (2022), También Mabh Jhiwo o Alma anciana (2021), estrenada en la sección  Fórum de la 71.ª edición del Festival Internacional de Cine de Berlín 2021. 
Desde 2015, dirige LA OLA. Independent Films from Spain, organización que promociona el cine español de vanguardia, con tres muestras anuales, en Los Ángeles (American Cinematheque), Nueva York (Anthology Film Archives) y Ciudad de México (Cineteca Nacionall).  Como programadora de cine ha colaborado en Los Angeles Film Festival (LA Film Festival) y salas de cine independientes. 
En  2021 rodó en pueblos de su Vega granadina natal, Secaderos, su primer largometraje de ficción como directora y guionista. Una historia rural de realismo mágico que se estrenó en 2022 en la sección New Directors del 70 Festival Internacional de Cine de San Sebastián, donde Mesa ganó el Premio Dunia Ayaso a la directora novel. La película, con 18 candidaturas a los Premios Goya 2024, recibió galardones, también afuera, como el Premio del Público 2023 en el Festival South By Southwest de Austin, Estados Unidos.   
En 2024 volvió a Granada para seguir haciendo cortos experimentales y largometrajes, promocionar la creación cinematográfica en Andalucía e impartir docencia de cine. 

## Filmografía
- 2013: Orensanz (Largometraje documental)
- 2020: Tobacco Barns Light Studies (Cortometraje)
- 2023: Secaderos (Largometraje)

## Premios y reconocimientos
- 2017: La revista Variety la consideró “una de las 10 mujeres con más futuro en la industria del cine español”. [12]
- 2022: Premio DCP en el Festival Internacional de Cine de Gijón,  a Rocío Mesa, por Secaderos.  [13]
- 2022: Premio Dunia Ayaso, concedido a Rocío Mesa, por la SGAE en el 70 Festival Internacional de Cine de San Sebastián. [9]
- 2023: Premio del Público (Audience Award SXSW) en el Festival South By Southwest de Austin, Estados Unidos   [14]
- 2003. Premio de jurado al Mejor Largometraje de Ficción en el X Festival Nuevo Cine Andaluz de Casares, a Secaderos.
- 2024: Premio Días de Cine El futuro es mujer, a Rocío Mesa, por Secaderos, otorgado por el programa de TVE, Días de Cine. [15]
- 2024: Premio Carmen a Mejores Efectos especiales y a la Mejor Música Original, de Secaderos. Galardones de la Academia de Cine de Andalucía en la que partía con 5 nominaciones, entre ellos, Mejor Dirección Novel. [16]